# Competiție ciclistă contra cronometru

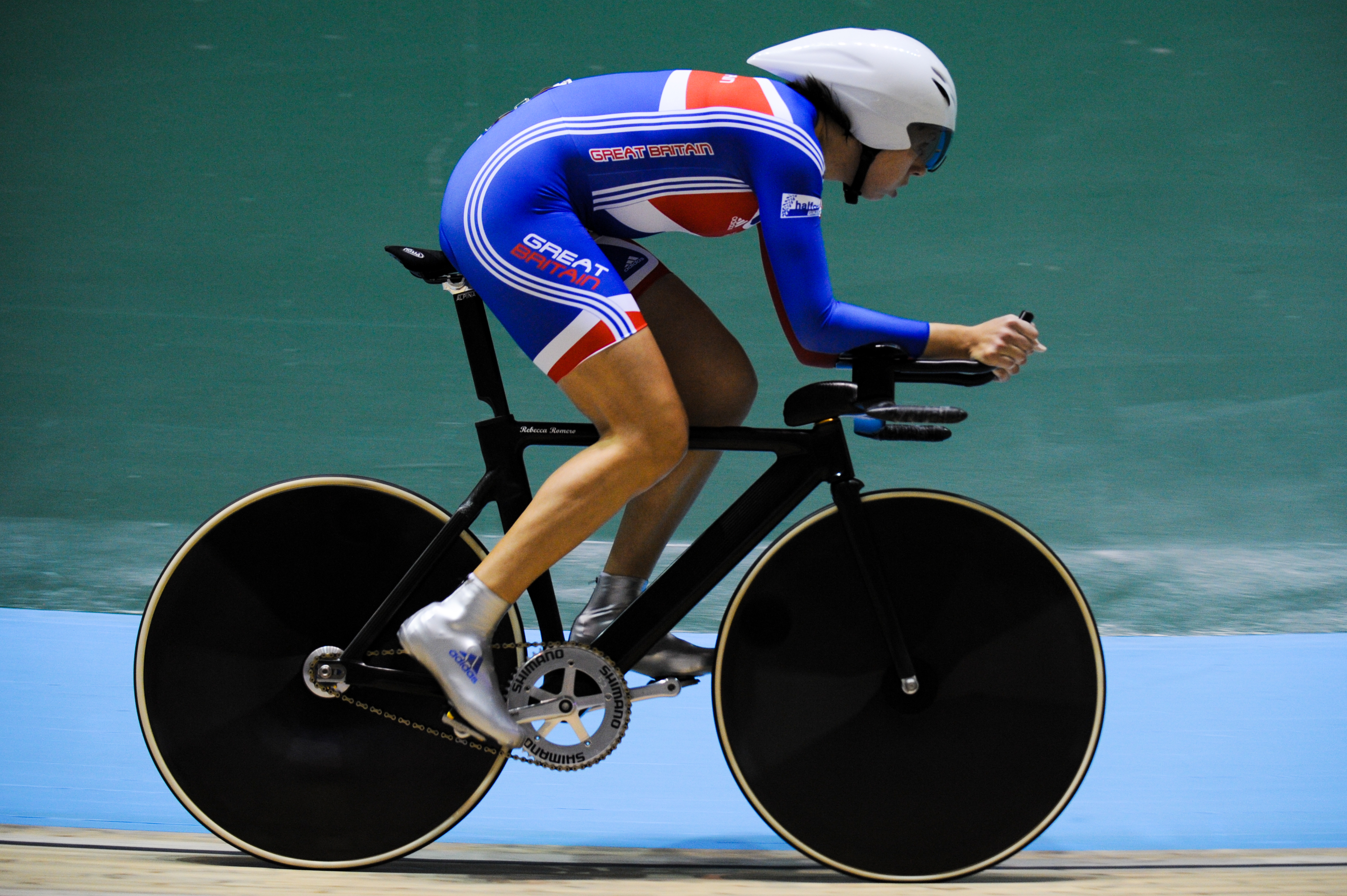
Competiție ciclistă contra cronometru

Competiția ciclistă contra cronometru, (engl.: time trial) este o probă care are loc la campionatele de ciclism. Membrii echipelor trebuie individual să parcurgă o anumită distanță, timpul fiind cronometrat. 